# Arrius Nurus
Caius Arrius Nurus, de son nom commun Harry C. Schnur, est un poète latin contemporain de nationalité américaine, né le 24 février 1907 à Berlin et décédé le 21 février 1979 à Hong Kong dans un hôpital où il avait été transféré à la suite d'une crise cardiaque lors d'un voyage autour du monde en bateau.
Son père David Schnur (1882-1948), négociant en tabac, était originaire de la ville de Baranavitchy en Galicie.

## Biographie
D'origine autrichienne et de religion juive, Arrius Nurus acquit la nationalité allemande en 1920 et devint citoyen américain en 1952.
Après la Seconde Guerre mondiale, il s'établit à New York, puis à Stamford dans le Connecticut, à Tübingen et à partir de 1973 en Suisse à Saint-Gall.
Il étudia le droit à Berlin, Hambourg et Leipzig. Il fut nommé docteur en droit à Berlin en 1929. Lorsqu'en 1933 commencèrent en Allemagne les persécutions contre les juifs, il s'enfuit avec son épouse en Angleterre et ensuite en Hollande, pays dans lequel il participa à la publication d'un journal en faveur du Sionisme. Il quitta les Pays-Bas le 14 mai 1940 peu de temps avant que la Gestapo ait empêché le départ de tout navire et procédé à l'arrestation des fugitifs. Il rentra en Angleterre où il s'engagea dans l'armée au sein des Home Guards.
Après la fin de la guerre, il émigra en Amérique où il exerça divers petits métiers, gardien de nuit, et autres fonctions semblables.
La mort de son épouse en 1951 le toucha profondément et il chercha la consolation dans les belles-lettres.
Il étudia alors la philologie classique à l'université de New York en 1952 et commença aussitôt à écrire des poésies latines d'une grande beauté. Il devint en 1956 docteur en philologie classique et enseigna dès 1956 les lettres classiques latines et grecques à l'Université de New York. Il fut appelé par la suite à enseigner à l'université de Tübingen en Allemagne de 1963 à 1969.
En 1968, il se remaria avec Rhoda Dorner, une ancienne étudiante qui lui donna la joie d'être père en 1970 d'une fille, Aviva Roxane.
En son honneur et à sa mémoire, sa veuve Rhoda Schnur établit la Fondation Pegasus Ltd St. Gallen, dont le but est de promouvoir la littérature latine contemporaine. Cette fondation avec la C. Arrius Nurus Foudation aide à publier les jeunes poètes latins et encourage avec une bourse les écrivains contemporains et les chercheurs qui continuent la tradition des lettres latines.
L'œuvre poétique latine d'Arrius Nurus est une des plus importantes et des plus sensibles du vingtième siècle.
En 1961, 1963, 1969, il fut honoré de la magna laus au Certamen poeticum Hoeufftianum.

## Publications
- 1957 : Nugulae, New-York
- 1962 : Pegasus Tolutarius, Audenarde (Belgique)
- 1977 : Pegasus Claudus, Saarbrück (Allemagne)